# Littérature en gaélique écossais
La littérature en gaélique écossais désigne les textes littéraires écrits en gaélique écossais, une langue appartenant à la famille des langues gaéliques parmi les langues celtiques, avec la langue irlandaise et le mannois.

## Avant 1200
Le gaélique écossais ou a Ghàidhlig (comme en français, on utilise l'article défini) fut utilisé en Écosse dès le VIe siècle, lorsque des colons venus d'Irlande s'installèrent dans l'ouest de l'Écosse. La date à laquelle la langue gaélique écossaise, la Gàidhlig (nom féminin), est devenue suffisamment distincte de celle utilisée en Irlande (la Gaeilge, nom féminin aussi), pour qu'on puisse la désigner comme étant du gaélique écossais fait toujours l'objet de controverses à ce jour. La tradition identifie trois langues dites « gaéliques » ou « goïdéliques », mais certains linguistes estiment que cette classification du gaélique est une construction mentale du XIXe siècle issu de l’académisme et de l’exotisme. En réalité, durant la majeure partie du Moyen Âge, les élites gaéliques éclairées d'Écosse et d'Irlande restèrent en contact permanent et partagèrent une forme littéraire distincte des variétés orales.
La majeure partie de la poésie en gaélique à laquelle on peut prêter des origines écossaises fut produite par la communauté monastique (familia) de Saint Columba à Iona. Dallan Forgaill (fl. fin du VIe siècle) fut à l'origine d'un éloge dédié à Columba, Amra Choluim Chille, qui figure en place d'honneur parmi les premières œuvres littéraires composées en irlandais, et Beccán mac Luigdech (fl. VIIe siècle) écrivit au moins deux poèmes en l'honneur du saint patron. Parmi les nombreux poèmes vernaculaires écrits sur Columba ou qui lui sont attribués, quelques-uns seulement peuvent prétendre à une origine écossaise. La Betha Adamnáin (vie de Adomnán) contiendrait des éléments qui permettraient de supposer qu'elle vient de Iona.
Des origines écossaises ont été évoquées pour le récit rapporté dans le texte en prose datant du IXe ou du Xe siècle Scéla Cano meic Gartnáin, relatant les pérégrinations du roi d'Écosse exilé Cano mac Gartnáin. Le Lebor Bretnach, une traduction en gaélique datant du XIe siècle de l'Historia Brittonum, est considéré comme une œuvre produite par l'élite littéraire gaélique florissante du monastère d'Abernethy.
Il est possible que plus de textes en moyen irlandais qu'on ne le croit furent composés en Écosse durant le Moyen Âge, mais ceux-ci n'ont pas survécu car l'élite littéraire gaélique de l'est écossais s'est éteinte avant le XIVe siècle.[citation nécessaire] Quelques textes en gaélique écrits en Écosse ont survécu dans des sources irlandaises.
Un petit corpus de poésie écossaise médiévale a survécu. Il semblerait que la poésie en gaélique ait bénéficié du mécénat des derniers rois pictes. Au XIIIe siècle, Muireadhach Albanach, un poète irlandais du clan de poètes O'Dálaigh écrivit des éloges pour les comtes de Lennox. Il fut le patriarche de la famille de bardes MacMhuirich, une dynastie de poètes écossais. Muireadhach a probablement joué un rôle important dans l'introduction du nouveau style de poésie qui s'était développé en Irlande durant le XIIe siècle. L'ami de Muireadhach, Gille Brighde Albanach, fut sans doute le poète écossais le plus prolifique dont la poésie ait subsisté. Vers 1218, Gille Brighde écrivit un poème, Heading for Damietta (En route pour Damietta), inspiré de sa participation à la cinquième croisade. 

## Le haut Moyen Âge
Le gaélique bénéficie d'une riche tradition orale (beul-aithris) et écrite, ayant été la langue de la culture barde des clans des Highlands. Cependant, selon Peter Berresford Ellis, les seuls manuscrits ayant subsisté qui soient plus anciens que le Leabhar Deathan Lios Mòir (littéralement « Livre du doyen de Lios Mòir ») datant du XVIe siècle consistent en quelques notes écrites en marge du Book of Deer, un poème du XIe siècle et la Charte d'Islay de 1408, le reste ayant vraisemblablement été "détruit par les dirigeants opposés au gaélique du pays".
La poésie de John Barbour (mort en 1395), ainsi que de nombreux autres indices, montrent clairement que le Cycle Fenian bénéficiaient d'une popularité grandissante en Écosse. On trouve également des allusions à des personnages légendaires gaéliques dans la littérature anglo-écossaise (orale et écrite) qui se développa par la suite.

## LeXVIesiècle
Walter Kennedy (mort vers 1518), l'un des makars qui fréquentaient la cour de Jacques IV d'Écosse, a peut-être écrit des textes en langue gaélique, bien que seuls certains de ses poèmes en scots subsistent.
Le Book of Common Order (un manuel de prière) fut traduit en gaélique écossais par Séon Carsuel (John Carswell), Évêque des Îles, et imprimé en 1567. Celui-ci est considéré comme le premier livre imprimé en gaélique écossais bien que la langue soit très similaire à l'irlandais classique.
Le Leabhar Deathan Lios Mòir est une collection de vieux manuscrits recueillis entre 1512 et 1526, sous le règne de Seumas V d'Écosse (Jacques V en français), l’un des derniers rois d'Écosse dont le gaélique écossais était la langue maternelle. Le livre contient des manuscrits en gaélique écossais, mais aussi en irlandais et en scots retranscrits en gaélique écossais. Ce livre doit son nom au doyen de la cathédrale de Lios Mòir de cette époque, Seumas MacGriogair, qui a rassemblé les manuscrits avec l'aide de son frère Donnchadh, qui était barde.
Quatre vers de Soraidh slàn don oidhche a réir, un poème de Niall Mòr MacMuireadhaigh nous sont parvenus.

## LeXVIIesiècle
Màiri nighean Alasdair Ruaidh (Mary Macleod pour les anglophones) fut une poétesse célèbre au XVIIe siècle.
Iain Lom (environ 1624–1710), de son vrai nom Iain mac Dhòmhnaill mhic Iain mhic Dhòmhnaill mhic Iain Àlainn  fut un poète gael royaliste, qui fut nommé poète lauréat par Charles II durant la Restauration écossaise. Il prononça un éloge lors du couronnement du roi et demeura loyal envers les Stuarts après 1688, s'opposant aux partisans de Guillaume III et, plus tard, à l'Union des Parlements de 1707, avec son texte Oran an Aghaidh an Aonaidh qui la critiquait sévèrement. Les bardes gaels étaient souvent affublés d'un surnom. Lom signifie « chauve » ou « nu » ce qui pourrait indiquer qu'il était chauve ou imberbe. Toutefois, au figuré, le terme est synonyme de « sincère » ou de « franc » ce qui pourrait indiquer que son style s'appuyait sur le franc-parler. Il portait aussi le surnom de Manntach, mot qui signifie « bègue » en gaélique et qui indiquerait donc une particularité de son élocution.
Ruairidh MacMhuirich, surnommé le "harpiste aveugle" (an Clàrsair dall) est un barde gael originaire d'Écosse. Après s'être formé en Irlande, il parcourt l'Écosse et propose ses services de harpiste, notamment au Château de Dunvegan, où il séjourne une partie de sa vie. On lui doit notamment des chants en l'honneur du clan MacLeòid de Skye.

## LeXVIIIesiècle

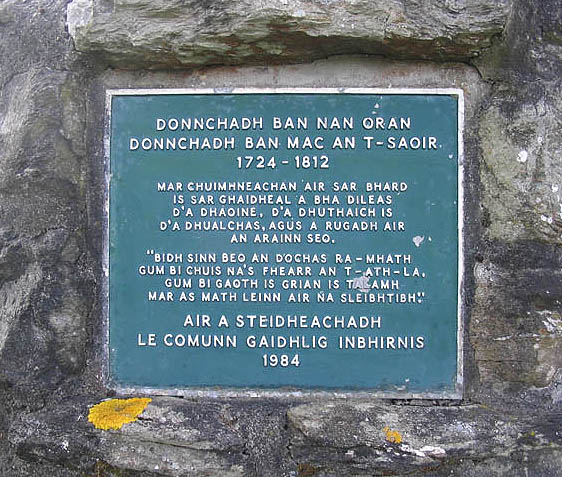
La plaque portant une inscription en gaélique du monument dédié au poète Duncan Ban MacIntyre, né en 1724 à Druim Liaghart et mort en 1812.

L'usage du gaélique écossais a souffert en raison de la persécution des habitants des Highlands après la bataille de Culloden en 1746, et durant les Highland Clearances.
La grande figure des Lumières écossaises est Alasdair mac Mhaighstir Alasdair. Il est l'auteur du premier livre séculier imprimé en gaélique écossais : Leabhar a Theagasc Ainminnin (1741), un glossaire gaélique-anglais. Le deuxième livre séculier en gaélique écossais publié fut son recueil de poèmes Ais-Eiridh na Sean Chánoin Albannaich (La Résurrection de la langue écossaise ancestrale). Sa lexicographie et sa poésie se basaient sur ses études de vieux manuscrits en gaélique, un intérêt pour les livres anciens qui eut également une influence sur l'orthographe qu'il employait. En tant qu'expert de la nature écossaise et que rebelle jacobite, Alasdair mac Mhaighstir Alasdair fut le poète gaélique le plus ouvertement nationaliste du XVIIIe siècle. On dit que son recueil Ais-Eiridh na Sean Chánoin Albannaich fut brûlé en public par le bourreau d'Edimbourg. Il fut autant influencé par la série de poèmes de James Thomson Les Saisons que par les "poètes ruraux" tels qu'Iain Mac Fhearchair (John MacCodrum). Appartenant à la littérature orale des Highlands, une infime partie des œuvres de ces poètes ruraux fut publiée à l'époque, bien que certaines aient été rassemblées depuis.
Les poètes qui composaient en gaélique écossais écrivirent des complaintes déplorant les défaites jacobites de 1715 et 1745. Mairghread nighean Lachlainn et Christina Ferguson sont deux poétesses parmi d'autres qui examinèrent les effets dévastateurs que les représailles consécutives aux soulèvements jacobites eurent sur la culture gaélique traditionnelle. Le sentiment d'affliction qui en découla imprégna l’œuvre d'écrivains gaéliques tels que Dughall Bochanan, qui reproduisaient un certain nombre des thèmes abordés par les graveyard poets (littéralement, les "poètes du cimetière") anglais. Plus tard, James Hogg compila (et adapta) une partie de cet héritage de poésie jacobite dans ses Jacobite Reliques (1819).
Donnchadh Bàn Mac an t-Saoir (connu sous le nom de Duncan Ban MacIntyre en anglais; 20 mars 1724 – 14 mai 1812) est l'un des poètes gaéliques les plus célèbres et a joué un rôle important durant l'âge d'or de la poésie gaélique dans l'Écosse du XVIIIe siècle. Il est surtout connu pour son poème Beinn Dorain; "Moladh Beinn Dòbhrain" ("éloge de Ben Doran"). La plupart de ses poèmes sont descriptifs et l'influence d'Alasdair MacMhaighstir Alasdair sur son œuvre est évidente. Bien que les soulèvements jacobites aient eu lieu de son vivant, ce fut son expérience de garde-chasse en Argyll et dans le Perthshire pour le compte du duc d'Argyll qui influença le plus sa poésie. Moladh Beinn Dòbhrain découle de cette période de sa vie. L'importance de la poésie imprégnée de nature de Duncan Bàn est telle qu'elle a été décrite, tout comme celle de MacMhaighstir Alasdair, comme étant "l'apogée de la poésie gaélique traitant de la nature".

### LesPoèmes d'Ossiande James Macpherson
James Macpherson (1736–96) fut le premier poète écossais à atteindre une renommée internationale. Affirmant avoir trouvé des poèmes écrits par Ossian, il publia des traductions du gaélique qui devinrent populaires dans le monde entier, puisqu'elles furent considérées comme l'équivalent celte des poèmes épiques de l'Antiquité. Le poème Fingal, écrit en 1762, fut rapidement traduit dans de nombreuses langues à travers l'Europe, et son intense description de la beauté de la nature ainsi que la tendre mélancolie avec laquelle il traite des anciennes légendes en font le poème précurseur du romantisme dans la littérature européenne, et surtout allemande, puisqu'il influença Herder et Goethe. Plus tard, il devint clair que ces poèmes n'étaient pas des traductions fidèles du gaélique mais d'élégantes adaptations destinées à combler les attentes esthétiques du public de l'époque.

### La traduction de la Bible
Une traduction de la Bible en gaélique irlandais datant de l'ère élisabéthaine mais révisée dans les années 1680 fut utilisée jusqu'à ce que la Bible soit traduite en gaélique écossais. L'auteur David Ross précise dans son histoire de l'Écosse datant de 2002 qu'une version de la Bible en gaélique écossais fut publiée à Londres en 1690 par le Révérend Robert Kirk, pasteur d'Aberfoyle. Cependant, elle ne circula que très peu. La première traduction répandue de la Bible en gaélique écossais moderne fut entreprise en 1767 lorsque James Stuart of Killin et Dugald Buchanan of Rannoch produisirent une traduction du Nouveau Testament. Très peu de langues européennes ont réussi leur transition vers une langue écrite moderne sans avoir bénéficié au préalable d'une traduction moderne de la Bible. L'absence d'une traduction populaire de la Bible jusqu'au XVIIIe a peut-être contribué au déclin du gaélique écossais.

## LeXIXesiècle
Les Highland Clearances et l'émigration importante ont affaibli la langue et la culture gaéliques et eu de lourdes conséquences sur la nature de la poésie gaélique. La plus belle poésie dans cette veine montrait un fort aspect de protestation, avec entre autres Uilleam Mac Dhun Lèibhe (William Livingstone, 1808–70) qui dénonça les clearances d'Islay dans son poème "Fios Thun a' Bhard" ("Un message pour le poète") et Seonaidh Phàdraig Iarsiadair (John Smith, 1848–81) qui condamna longuement et de manière émouvante les responsables des clearances dans Spiord a' Charthannais. La poétesse gaélique la plus connue de cette période fut Màiri Mhòr nan Óran (Mary MacPherson, 1821–98), dont la poésie fut accusée de manquer de poids intellectuel, mais qui représente bien le trouble dans lequel se trouvait le pays durant les années 1870 et 1880 et dont l'évocation des lieux et de l'atmosphère ambiante en a fait l'une des poètes gaéliques les plus vivaces.
Ewen MacLachlan a traduit les huit premiers livre de l'Iliade d'Homère en gaélique écossais. Il a aussi lui-même écrit et publié Gaelic Attempts in Verse (1807) and Metrical Effusions (1816), et a beaucoup contribué au dictionnaire gaélique-anglais de 1828.
La poésie d'Allan MacDonald (1859–1905) est essentiellement de nature religieuse. Il a composé des hymnes et des poèmes en l'honneur de la Vierge Marie, du Christ et de l'Eucharistie. Toutefois, il a également écrit plusieurs poèmes et chants profanes. Dans certains d'entre eux, MacDonald loue la beauté d'Eriskay et de ses habitants. Dans sa pièce en vers Parlamaid nan Cailleach (Le Parlement des bonnes femmes), il tourne en dérision les commérages de ses paroissiennes ainsi que les traditions locales qui entourent le mariage.

## LeXXesiècle
La revitalisation de la poésie en gaélique au XXe siècle, connue sous le nom de Renaissance gaélique, doit beaucoup à l'œuvre de Sorley Maclean (Somhairle MacGill-Eain, 1911–96). Originaire de Sky et de langue maternelle gaélique, celui-ci abandonna les conventions stylistiques traditionnelles et offrit de nouvelles possibilités en termes de composition avec son poème Dàin do Eimhir (Poèmes à Eimhir, 1943). Son œuvre a inspiré une nouvelle génération qui entreprit de former la nea bhardachd (la nouvelle poésie). Firent partie de cette génération George Campbell Hay (Deòrsa Mac Iain Dheòrsa, 1915–1984), ainsi que les deux poètes originaires de Lewis Derick Thomson (Ruaraidh MacThòmais, 1921–2012) et Iain Crichton Smith (Iain Mac a' Ghobhainn, 1928–98). Tous s'intéressèrent en particulier aux questions de l'exil, du devenir de la langue gaélique et du biculturalisme. Dòmhnall Ruadh Chorùna fut un poète gaélique qui combattit durant la Première Guerre mondiale et qui, en tant que poète de la Grande Guerre, décrivit l'utilisation de gaz toxique dans son poème Òran a' Phuinnsuin ("Le Chant du poison"). Sa poésie fait partie de la littérature orale, puisque lui-même n'apprit jamais à lire et à écrire dans sa langue maternelle[réf. nécessaire]. Aonghas MacNeacail (Angus Nicolson, né en 1942), qui figure parmi les plus éminents poètes gaéliques de l'après-guerre, fut influencé par la nouvelle poésie américaine, en particulier le Black Mountain College.
Les années 1960 et 1970 ont également vu s'épanouir le théâtre en gaélique écossais. Parmi les dramaturges les plus importants figure Iain Crichton Smith, dont les pièces explorent des thèmes très variés. Ce sont souvent des comédies, mais elles abordent quand même des sujets sérieux tels que la trahison du Christ dans An Coileach (Un Coq, 1966) ou les Highland Clearances dans A' Chùirt (La Cour, 1966). Les pièces d'Iain Moireach utilisent aussi l'humour afin d'aborder des sujets sérieux, comme dans Feumaidh Sinn a Bhith Gàireachdainn (On doit rire, 1969), une pièce qui met en lumière la façon dont la langue gaélique est menacée. On trouve parmi d'autres dramaturges importants Tormod Calum Dòmhnallach (1927–2000), dont l’œuvre comprend Anna Chaimbeul (Anna Campbell, 1977), une pièce qui tire ses influences du théâtre nô japonais. L’œuvre de Fionnlagh MacLeòid (Finley Macleod) comprend quant à elle Ceann Cropic (1967), une pièce largement influencée par le théâtre de l'absurde. De la même manière, Donaidh MacIlleathain (Donnie Maclean) employa des dialogues absurdes dans An Sgoil Dhubh (Une sombre école, 1974). Un grand nombre de ces auteurs continuèrent à écrire durant les années 1980 et 1990, mais les années 1960 et 1970 représentent un âge d'or pour le théâtre gaélique qui n'a plus jamais été égalé.
Le premier roman en gaélique écossais fut Dùn Àluinn, no an t-Oighre 'na Dhìobarach de Iain MacCormaig, publié sous la forme d'un feuilleton dans le People's Journal en 1910 avant d'être édité sous forme de livre en 1912. La publication d'un deuxième roman en gaélique, An t-Ogha Mòr de Angus Robertson, suivit la même année.
La poésie gaélique moderne a beaucoup été influencée par le symbolisme, qui lui fut transmis à travers la poésie anglaise, ainsi que la poésie en Scots. La poésie gaélique traditionnelle employait un système métrique élaboré, que les poètes modernes ont adapté à leurs propres fins. George Campbell Hay s'est détourné des systèmes métriques en vogue au cours du XIXe et du XXe siècles pour s'intéresser aux formes de la poésie gaélique des origines. La poésie de Donald MacAuley s'intéresse aux idées de lieu et de communauté. La génération de poètes gaéliques qui suivit, écrivant à la fin du XXe siècle, fut bien plus ancrée dans un environnement bilingue que toutes les autres générations, leurs ouvrages étant le plus souvent publiés en version bilingue gaélique/anglais. Ce vis-à-vis entre les deux langues a inspiré des expérimentations sémantiques, recherchant de nouveaux contextes pour les mots, qui atteignirent leur point culminant avec la poésie controversée pleine de néologismes de Fearghas MacFhionnlaigh (1948-). La poésié en gaélique écossais a été l'objet de traductions non seulement vers l'anglais, mais aussi vers d'autres langues celtiques : Maoilios Caimbeul et Màiri NicGumaraid ont tous deux été traduits en gaélique irlandais, et John Stoddart a publié des anthologies de poésie gaélique traduite en gallois.

## LeXXIesiècle
Avec la normalisation et l'apparition du gaélique de la mer, la littérature en gaélique écossais connaît actuellement une certaine renaissance.
En ce qui concerne la poésie en gaélique, cela se traduit, entre autres, par la publication d'un Grand livre du gaélique, An Leabhar Mòr, un recueil de poèmes en gaélique écossais, en anglais et en irlandais réunissant des œuvres de plus de 150 poètes, artistes et calligraphes. Parmi les poètes gaéliques contemporains reconnus on trouve Meg Bateman, Maoilios Caimbeul, Rody Gorman, Aonghas MacNeacail et Angus Peter Campbell.
La prose en gaélique s'est également diversifiée, en particulier grâce au développement depuis 2003 de la collection Ùr-sgeul aux éditions CLÀR, qui encourage les nouveaux écrits en gaélique d'auteurs reconnus ou débutants. En plus de trois recueils de poésie en gaélique, Angus Peter Campbell a écrit cinq romans dans cette langue : An Oidhche Mus Do Sheol Sinn (2003), Là a' Deanamh Sgeil Do Là (2004), An Taigh-Samhraidh (2006), Tilleadh Dhachaigh (2009) et Fuaran Ceann an t-Saoghail (2011). Parmi les autres romanciers qui écrivent en gaélique figurent Alasdair Caimbeul et son frère Tormod Caimbeul, Catriona Lexy Campbell, Alison Lang, Finlay MacLeod, Iain F. MacLeod, Norma MacLeod, Mary Anne MacDonald et Duncan Gillies. On trouve également parmi les nouveaux romanciers Mairi E. MacLeod ainsi que les écrivains qui figurent dans les anthologies An Claigeann aig Damien Hirst (Ùr-sgeul, 2009) et Saorsa (Ùr-sgeul, 2011). En 2013, le tout premier roman de hard science-fiction en gaélique écossais, Air Cuan Dubh Drilseach de Tim Armstrong, fut publié par les éditions CLÀR.
En ce qui concerne le théâtre en gaélique, deux troupes professionnelles étaient récemment en activité : Fir Chlis et Tosg, qui fut dirigée par Simon MacKenzie, récemment décédé.
Dernièrement, la troupe gaélique Tog-I, créée par Arthur Donald, a essayé de relancer le théâtre en gaélique.

## Romans à succès traduits en gaélique écossais
Quelques bestsellers de fiction ont été traduits en langue gaélique écossaise : 
- Les Aventures d'Alice au pays des merveilles (Eachdraidh Ealasaid ann an Tìr nan Iongantas)[25]
- Anne... la maison aux pignons verts (Anna Ruadh)[26]
- Devine combien je t'aime (Cho Mòr 's a Tha Mo Ghaol Ort)[27]
- Fifi Brindacier (Pippi Fhad-stocainneach)[28]
- La Ferme des animaux (Tuathanas nan Creutairean)[29]
- Le Hobbit (A' Hobat)[30]
- Le Petit Prince (Am Prionnsa Beag)[31]

### Encyclopédies
- (en) Clancy, Thomas Owen, Celtic Culture : A Historical Encyclopedia, vol. 4, Santa Barbara, Denver and Oxford, ABC Clio, « Scottish Gaelic literature (to c. 1200) », p. 1276–7.

### Textes
- The Book of the Dean of Lismore (Le Livre du Doyen de Lismore, déb. XVIe siècle), Edinburgh, Edmonston and Douglas, 1862, XCVI-161-164 p. Compilé par James MacGregor, Doyen du diocèse de Lismore, vers 1520. Préface William Forbes Skene.
- Alexander MacDonald, Aisheiridh na Sean-Chánoin Albannaich (Résurrection de la vieille langue écossaise, 1751), Nabu Press, 2011, 196 p.

### Anthologies
- Black, Ronald I.M. (ed.). An Lasair: an anthology of 18th-century Scottish Gaelic verse. Edinburgh, 2001.
- Black, Ronald I.M. (ed.). An Tuil: an anthology of 20th-century Scottish Gaelic verse. Edinburgh, 1999.
- Carmichael, Alexander, Carmina Gadelica (1900). Recueil de charmes, formules magiques, etc.
- Campbell, John Francis (ed.)
  - (1860-1862) Contes populaires des Hautes Terres de l'Ouest.
  - Leabhar na Féinne: heroic Gaelic ballads collected in Scotland chiefly from 1512 to 1871. London, 1872. PDF disponible sur the Internet Archive. Recueil de ballades héroïques.
- James Macpherson (1736-1796) (poète écossais qui prétendait traduire du gaélique le barde Ossian)
  - Fragments of Ancient Poetry collected in the Highlands of Scotland and translated from the Gaelic or Erse language (Fragments de poésie ancienne recueillis dans les montagnes d'Écosse et traduits du gaélique1760) (sans nom d'auteur). Trad. : Ossian/Macpherson, Fragments de poésie ancienne, trad. de Diderot, Turgot, Suard, éditions José Corti, 1990, 206 p.
  - The Fingal. An Ancient Epic Poem in Six Books, translated from the original Gaelic language by Mr James Macpherson and now rendered into heroic verse (1762) (Macpherson se dit le traducteur).
  - Temora. An ancient epic poem, in eight books, together with several other poems, composed by Ossian, translated from the Galic language by James Macpherson (1763). Trad. : Ossian/James Macpherson, Temora. Poëme épique en VIII chants, trad. M. le Mis de Saint-Simon(1774), Nabu Press, 2012, 326 p.
  - trad. : Ossian, barde du IIIe siècle. Poèmes gaéliques recueillis par James Macpherson, trad. P. Christian, 1910. James Macpherson, Œuvres d'Ossian. Traduction et édition critique par Samuel Baudry, Classiques Garnier, 2013, 497 p. Texte anglais et traduction française.

### Études
- Henri d'Arbois de Jubainville, Cours de littérature celtique, vol. I : Introduction à l'étude de la littérature celtique, 1883.
- Bruford, Alan. Gaelic folktales and medieval romances: a study of the early modern Irish romantic tales and their oral derivatives. Dublin, 1969.
- Clancy, Thomas Owen. "King-making and images of kingship in medieval Gaelic literature." In The Stone of Destiny: artefact and icon, edited by R. Welander, D.J. Breeze and T.O. Clancy. Society of Antiquaries of Scotland Monograph Series 22. Edinburgh: Society of Antiquaries of Scotland, 2003. p. 85–105.
- Ewen MacLachlan|MacLachlan, Ewen. Ewen MacLachlan's Gaelic Verse. Aberdeen University Studies 114. 2nd ed. Aberdeen: Dept. of Celtic, 1980 (1937).
- Ó Baoill, Colm and Donald MacAulay. Scottish Gaelic vernacular verse to 1730: a checklist. Revised edition. Aberdeen: Department of Celtic, University of Aberdeen, 2001.
- Ó Baoill, Colm. Mairghread nighean Lachlainn: song-maker of Mull. An edition and study of the extant corpus of her verse in praise of the Jacobite Maclean leaders of her time. Edinburgh: Scottish Gaelic Text Society, 2009.
- Ó Háinle, Cathal and Donald E. Meek. Unity in diversity: studies in Irish and Scottish Gaelic language, literature and history. Dublin, 2004.
- Storey, John "Ùr-Sgeul: Ag Ùrachadh Litreachas is Cultar na Gàidhlig... Dè an Ath Cheum?" Edinburgh: Celtic and Scottish Studies, 2007 PDF disponible sur le site de l'Université d'Edimbourg
- Storey, John  "Contemporary Gaelic fiction: development, challenge and opportunity"  in Lainnir a’ Bhùirn' - The Gleaming Water: Essays on Modern Gaelic Literature, edited by Emma Dymock & Wilson McLeod. Edinburgh: Dunedin Academic Press, 2011.
- Watson, Moray  An Introduction to Gaelic Fiction. Edinburgh: Edinburgh University Press, 2011
- Watson, William J. (ed.). Bardachd Albannach: Scottish verse from the Book of the Dean of Lismore. Edinburgh: The Scottish Gaelic Texts Society, 1937.